# ایهازوآرا
ایهازوآرا (به لاتین: Ihazoara) یک منطقهٔ مسکونی در ماداگاسکار است که در هائوته ماتسیاترا واقع شده‌است. ایهازوآرا ۷٬۳۷۶ نفر جمعیت دارد و ۱٬۱۱۳ متر بالاتر از سطح دریا واقع شده‌است.